# مرج‌الدر
مرج‌الدر یک منطقهٔ مسکونی در سوریه است که در منطقه الرستن واقع شده‌است. مرج‌الدر ۲۹۵ نفر جمعیت دارد.